# Myrtil Morel
Pour les articles homonymes, voir Morel (patronyme).
Myrtil (ou Myrtile) Morel est un hautboïste français né le 26 juin 1889 à Abbeville et mort le 6 juin 1979 à Paris.

## Biographie
Myrtile Gilbert Gontrand Morel naît dans la commune française d'Abbeville, département de la Somme, le 26 juin 1889. Il étudie tout d'abord le violon et commence le hautbois, à l'âge de 14 ans, avec Louis Bas puis avec Georges Gillet au Conservatoire de Paris dont il reçoit les premiers prix de solfège et de hautbois en 1909. 
Mobilisé lors de la Première Guerre mondiale, il rencontre Louis Bleuzet au front. En 1919, alors qu'il n'a pas joué depuis quatre ans et qu'il n'a pas de partition, il présente, de mémoire, le solo de la Fantaisie en la de Blai Maria Colomer, qu'il avait joué en Angleterre avant la guerre, à l'audition de l'orchestre de la Garde républicaine où il est admis à l'unanimité et où il est hautbois solo jusqu'en 1929. De 1929 à 1952 il est également hautbois solo de l'orchestre des Concerts Colonne et membre du Trio d'anches de Paris avec le bassoniste Fernand Oubradous et le clarinettiste Pierre Lefebvre. Dans le même temps il se produit en soliste dans toutes les capitales d'Europe et réalise de nombreux enregistrements, dont certains avec Francis Poulenc, pour Pathé et pour L'Oiseau Lyre. 
Laila Storch évoque dans sa biographie de Marcel Tabuteau une possible responsabilité de son maître dans le refoulement par les autorités lors de l'atterrissage à New York de Myrtil Morel qui rejoignait les États-Unis dans les années 1920 pour un emploi promis. Sans évoquer Tabuteau, et sans que Laila Storch ne l'évoque, sur la recommandation expresse de son maître, Morel lui a effectivement expliqué, lors de leur entretien de 1976, avoir abandonné son travail, vendu ses meubles et tout perdu, croyant qu'il travaillerait aux États-Unis. Selon sa biographe, Tabuteau, qui avait lui-même rencontré ce type de problème à son arrivée à l'époque de Walter Damrosch, aurait possiblement prévenu l'Union des musiciens de la venue d'un énième hautboïste français, ce qui contribua à le rendre lui-même très impopulaire en France. La compositrice et hautboïste Patricia Morehead a également relaté la rencontre fortuite et explosive entre Tabuteau et Morel en 1960 chez Lorée, confirmant la gravité de ce conflit, larvé pendant près de quatre décennies et certainement pas réglé, entre les deux hautboïstes. 
Frère du pédagogue et chef d'orchestre Jean Morel, Myrtil Morel meurt à Paris (15e arrondissement de Paris) le 6 juin 1979.

## Discographie
- Trio de Pierre-Octave Ferroud (avec le Trio d'anches de Paris), Pathé PG 84/85 (78T) (1937)
- Trio pour hautbois, clarinette et basson de Georges Auric (avec le Trio d'anches de Paris), Éditions de l'Oiseau-Lyre OL 103 (78T) (1939)